# Salix pauciflora
Salix pauciflora är en videväxtart som beskrevs av Gen-Iti Koidzumi. Salix pauciflora ingår i släktet viden, och familjen videväxter. Inga underarter finns listade i Catalogue of Life.